# Теорема Дирихле о единицах
Теорема Дирихле о единицах — теорема алгебраической теории чисел, описывающая ранг подгруппы обратимых элементов (также именуемых единицами) кольца алгебраических целых {\displaystyle {\mathcal {O}}_{K}} числового поля {\displaystyle K}.

## Формулировка
Пусть {\displaystyle K} — числовое поле (т. е., конечное расширение {\displaystyle \mathbb {Q} }), а {\displaystyle {\mathcal {O}}_{K}} — его кольцо целых чисел. Тогда ранг группы обратимых элементов {\displaystyle {\mathcal {O}}_{K}} равен {\displaystyle d=r+s-1}, где {\displaystyle r} — число различных вложений {\displaystyle K} в поле вещественных чисел {\displaystyle \mathbb {R} }, а {\displaystyle s} — число пар комплексно-сопряжённых различных вложений в {\displaystyle \mathbb {C} }, не являющихся чисто вещественными.

### Замечания
- Другими словами, в кольце {\displaystyle {\mathcal {O}}_{K}} поля {\displaystyle K} степени {\displaystyle n=r+2s} существуют такие единицы {\displaystyle \varepsilon _{1},...,\varepsilon _{d},d=r+s-1}, что каждая единица {\displaystyle \varepsilon \in {\mathcal {O}}_{K}} однозначно представляется в виде 
{\displaystyle \varepsilon =\zeta \varepsilon _{1}^{a_{1}},...,\varepsilon _{d}^{a_{d}},}

где {\displaystyle a_{1},...,a_{d}} - целые числа, а {\displaystyle \zeta } - некоторый корень из 1, содержащийся в {\displaystyle {\mathcal {O}}_{K}}
- Единицы {\displaystyle \varepsilon _{1},\dots ,\varepsilon _{d}}, существование которых устанавливает теорема Дирихле, называются основным единицами кольца {\displaystyle {\mathcal {O}}_{K}}.

- Если {\displaystyle K=\mathbb {Q} (\theta )}, где {\displaystyle \theta } — корень неприводимого многочлена {\displaystyle f(x)}, имеющего корни {\displaystyle \theta _{1},...,\theta _{n}}, то вложение {\displaystyle \sigma _{i}:K=\mathbb {Q} (\theta )\to \mathbb {Q} (\theta _{i})\subset \mathbb {C} } - вещественное тогда и только тогда, когда {\displaystyle \theta _{i}} - действительный корень уравнения {\displaystyle f(x)=0}.

## Схема доказательства
По условию есть {\displaystyle r} вещественных изоморфизмов {\displaystyle \sigma _{1},...,\sigma _{r}} и {\displaystyle 2s} комплексных {\displaystyle \sigma _{r+1},{\bar {\sigma }}_{r+1},...,\sigma _{r+s},{\bar {\sigma }}_{r+s}}. Для доказательства элементы поля изображаются в двух пространствах: линейном {\displaystyle L} и логарифмическом {\displaystyle A}.
{\displaystyle L} - пространство строк вида {\displaystyle (x_{1},...,x_{r},x_{r+1},...,x_{r+s})}, где {\displaystyle x_{1},...,x_{r}\in \mathbb {R} ,x_{r+1},...,x_{r+s}\in \mathbb {C} } с покомпонентным сложением и умножением. Определим {\displaystyle x:K\to L} как {\displaystyle x(\alpha )=(\sigma _{1}(\alpha ),...,\sigma _{r}(\alpha ),\sigma _{r+1}(\alpha ),...,\sigma _{r+s}(\alpha ))}, вложение инъективно. В {\displaystyle L} образ поля {\displaystyle K} представляет собой некоторую дискретную решётку - множество элементов вида {\displaystyle a_{1}e_{1}+...+a_{n}e_{n}}, где {\displaystyle a_{j}\in \mathbb {Z} }, а {\displaystyle e_{i}} - некоторый базис решётки. 
Пространство {\displaystyle A} устроено так:
{\displaystyle l:L\to A}, {\displaystyle l(x)={\bar {\lambda }}=(\lambda _{1},...,\lambda _{s+r})}, {\displaystyle l_{k}(x)=\ln |x_{k}|,k=1,...,r}, {\displaystyle l_{r+k}(x)=\ln |x_{r+k}|^{2},k=1,...,s}. {\displaystyle l(xy)=l(x)+l(y)} - переводит умножение в сложение. Если {\displaystyle N(\alpha )} - норма {\displaystyle \alpha }, то {\displaystyle \ln N(\alpha )=\sum \limits _{k=1}^{r+s}l_{k}(x(\alpha ))}.
Далее рассматривается группа единиц (обратимых элементов) {\displaystyle E} поля {\displaystyle K}. Множество {\displaystyle W=\{\alpha \in K:l(\alpha )=0\}} - группа по умножению.
Если {\displaystyle l(\alpha )=0}, то {\displaystyle (\forall k)|x_{k}(\alpha )|=|\sigma _{k}(\alpha )|=1}, т.е. множество {\displaystyle x(W)} ограничено, значит оно конечно, значит {\displaystyle W} состоит из корней из 1 и является подгруппой {\displaystyle E}.
Если же {\displaystyle \varepsilon } - произвольная единица, то {\displaystyle N(\varepsilon )=1}, {\displaystyle \ln |N(\varepsilon )|=0}, {\displaystyle \sum \limits _{k=1}^{r+s}l_{k}(\alpha )=0}. Это уравнение определяет гиперплоскость {\displaystyle {\mathcal {L}}} размерности {\displaystyle r+s-1}. Образ {\displaystyle l(x(E))} - решётка в {\displaystyle A}, так как {\displaystyle l(x(E))} - группа по сложению и дискретна как непрерывный образ дискретной решётки {\displaystyle x(E)}.
Таким образом, любая единица {\displaystyle \varepsilon =\zeta \varepsilon _{1}^{a_{1}}...\varepsilon _{d}^{a_{d}}}, {\displaystyle \zeta } - корень из 1, {\displaystyle d\leqslant r+s-1}. Остается доказать, что ранг {\displaystyle E} равен именно {\displaystyle r+s-1}, или что {\displaystyle l(x(E))} - полная решётка в {\displaystyle {\mathcal {L}}}. Решётка в пространстве полна тогда и только тогда в пространстве есть ограниченное множество, сдвиги которого на все векторы решётки полностью заполняют все пространство. Для доказательства используется лемма Минковского о выпуклом теле. В качестве тела леммы берется множество {\displaystyle X:|x_{k}|<c_{k},k=1,...,s,|x_{r+k}|^{2}<c_{r+k},k=1,...,s} в {\displaystyle L}. Его объём равен {\displaystyle 2^{s}\pi ^{t}c_{1}\cdot ...\cdot c_{r+s}}. Применение леммы Минковского дает следующее следствие:
Если объём основного параллелепипеда, натянутого на базисные векторы решётки {\displaystyle x({\mathcal {O}}_{K})}, равен {\displaystyle \Delta } и числа {\displaystyle c_{k}>0} таковы, что {\displaystyle c_{1}\cdot ...\cdot c_{r+s}>(4/\pi )^{t}\Delta }, то в решётке {\displaystyle x({\mathcal {O}}_{K})} есть ненулевой вектор {\displaystyle x} такой, что {\displaystyle |x_{k}|<c_{k},k=1,...,r,|x_{r+k}|^{2}<c_{r+k},k=1,...,s}.
Для любого {\displaystyle \alpha :N(\alpha )<Q,\alpha \neq 0}, имеем {\displaystyle 0\leqslant \lambda _{1}+...+\lambda _{r+s}<Q}. Обозначим {\displaystyle {\mathcal {I}}=\{{\bar {\lambda }}:\lambda _{1}+...+\lambda _{r+s}=\ln Q\}} - гиперплоскость, параллельная {\displaystyle {\mathcal {L}}}. Пусть {\displaystyle {\bar {\lambda }}^{0}\in {\mathcal {I}}} - произвольна, а {\displaystyle c_{k}:\lambda _{k}^{0}=\ln c_{k}}. Если {\displaystyle Q>(4/\pi )^{t}\Delta } - достаточно велико, то {\displaystyle c_{1}\cdot ...\cdot c_{k}>(4/\pi )^{t}\Delta }, и значит по следствию выше из леммы Минковского существует {\displaystyle \alpha \in {\mathcal {O}}_{K},\alpha \neq 0} такое, что {\displaystyle |\sigma _{k}(\alpha )|<c_{k},k=1,...,r,|\sigma _{r+k}(\alpha )|^{2}<c_{r+k},k=1,...,s}, то есть {\displaystyle N(\alpha )<Q}, {\displaystyle l_{k}(\alpha )<\lambda _{k}^{0},k=1,...,r+s}. 
Обозначим для произвольного {\displaystyle \alpha :N(\alpha )<Q} вышеупомянутое множество {\displaystyle \{{\bar {\lambda }}:\lambda _{k}>l_{k}(\alpha )\}} как {\displaystyle Y_{\alpha }}. Ясно, что все множества {\displaystyle Y_{\alpha }} ограничены. {\displaystyle Y_{\alpha \varepsilon }=Y_{\alpha }+l(\varepsilon )}, т.е. {\displaystyle Y_{\alpha \varepsilon }} получается сдвигом {\displaystyle Y_{\alpha }} на вектор {\displaystyle l(\varepsilon )}
В {\displaystyle {\mathcal {O}}_{K}} существует только конечное число попарно неассоциированных чисел {\displaystyle \alpha _{1},...,\alpha _{N}}, нормы которых по модулю меньше {\displaystyle Q}, то есть если {\displaystyle N(\alpha )<Q}, то {\displaystyle \alpha =\alpha _{i}\varepsilon } для какой-то единицы {\displaystyle \varepsilon }. Поскольку {\displaystyle Y_{\alpha }} покрывают все {\displaystyle {\mathcal {I}}}, а {\displaystyle Y_{\alpha }=Y_{\alpha _{i}}+l(\varepsilon )}, значит сдвиги ограниченного множества {\displaystyle Y=Y_{\alpha _{1}}\cup ...\cup Y_{\alpha _{N}}} на все векторы {\displaystyle l(\varepsilon )} покроют все {\displaystyle {\mathcal {I}}}. Значит сдвиги ограниченного множества {\displaystyle U=Y-{\frac {\ln Q}{r+s}}(1,1,...,1)} на все векторы {\displaystyle l(\varepsilon )} покроют все {\displaystyle {\mathcal {L}}}, что доказывает теорему.

## Вариации и обобщение
- Поскольку для расширения степени n выполнено {\displaystyle r+2s=n}, то {\displaystyle d\leqslant n-1}, причём равенство имеет место тогда и только тогда, когда все вложения {\displaystyle K} в {\displaystyle \mathbb {C} } чисто вещественные.

- Группа единиц поля исчерпывается корнями из 1 тогда и только тогда, когда {\displaystyle r+s=1}, т.е. для {\displaystyle K=\mathbb {Q} } и для {\displaystyle K=\mathbb {Q} ({\sqrt {-d}})} — мнимого квадратичного расширения. Во всех остальных случаях всегда имеется как минимум одна основная единица.

- Существование нетривиальных целых решений уравнения Пелля {\displaystyle x^{2}-my^{2}=1} выводится из этой теоремы, применённой к {\displaystyle \mathbb {Q} ({\sqrt {m}})} — квадратичному расширению {\displaystyle \mathbb {Q} }.

- Случай группы обратимых элементов максимального ранга связан[1] с многомерными цепными дробями.